# NGC 4346
NGC 4346 је спирална галаксија у сазвежђу Ловачки пси која се налази на NGC листи објеката дубоког неба.
Деклинација објекта је + 46° 59' 38" а ректасцензија 12h 23m 27,9s. Привидна величина (магнитуда) објекта NGC 4346 износи 11,3 а фотографска магнитуда 12,3. Налази се на удаљености од 15,650 милиона парсека од Сунца. NGC 4346 је још познат и под ознакама UGC 7463, MCG 8-23-16, CGCG 244-9, PGC 40228.